# Travis Charest
Pour les articles homonymes, voir Charest.
Travis Charest est un dessinateur, encreur et coloriste franco-canadien né à Leduc en 1969 dans la province de l'Alberta.

## Biographie
Travis Charest naît en 1969 à Leduc dans la province de l'Alberta.  Il est membre de la communauté franco-albertaine et bilingue[réf. nécessaire]. Il est repéré par DC Comics après qu'il est envoyé des exemples de ses travaux. Il commence par une histoire publiée dans The Flash annual 5 en 1992. En 1993, c'est une histoire publiée dans Showcase puis quatre épisodes de Darkstars. Il dessine aussi des couvertures pour les comics The Outsiders, Batman et Detective Comics. Jim Lee, auteur de WildCATS et cofondateur d'Image Comics l'invite alors à reprendre les dessins de sa série. Travis Charest reste plusieurs mois sur la série. Il commence à développer un style inspiré de Moebius et Frank Frazetta.
En 2000, Travis Charest arrive à Paris pour commencer la création d'une suite de Métabarons, Dreamshifters. Il est renvoyé du projet au bout de 7 ans, Alejandro Jodorowsky l'estimant trop lent (seulement 30 planches en 7 ans) mais il réalise quand même plusieurs couvertures pour la Caste des Méta-Barons.
En 2007 il retourne aux États-Unis où il travaille  comme dessinateur de couvertures pour Marvel Comics (Captain America) et chez Dark Horse Comics sur les comics de Star Wars. Il signe aussi un webcomics intitulé Spacegirl qu'il autoédite ensuite.

## Publications
- WildC.A.T.s (vol.1) 8-9, 15-18, 20-21, 25-26, 28-31 (Image Comics)
- WildC.A.T.s Special 1 (Image Comics)
- Wildcats (vol.2) 1-4, 6 (Wildstorm)
- Wildcats: Gang War TPB (Wildstorm) (cover artist)
- Wildcats: Homecoming TPB (Wildstorm) (cover artist)
- Wildcats: Street Smart TPB (Wildstorm) (cover artist)
- Alan Moore's Complete WildC.A.T.S TPB (Wildstorm) (cover artist)
- WildC.A.T.s/X-Men: Golden Age 1 (Image/Marvel)
- Grifter/Shi 1 (Image Comics)
- Batman 488, 490 (cover artist seulement)
- Flash Annual 5 (DC Comics)
- Darkstars 4-7 (crayons); 2-11 (cover artist seulement) (DC Comics)
- Green Lantern Corps Quarterly 6 (DC Comics)
- Detective Comics 652-653 (cover artist only)
- Trinity 1 (DC Comics)
- Outsiders (vol. 2)
- Metabarons: Dreamshifters (dans un futur proche)
- Captain America: The Chosen (Marvel Comics) (cover artist)